# Marie Kališová
Marie Kališová (3. dubna 1908 Německé Bránice – 29. října 1978 Sokolov) byla česká lékařka.

## Biografie
Marie Kališová se narodila roku 1908 v Německých Bránicích, v roce 1935 působila jako externí lékařka v nemocnici v Ivančicích. Mezi lety 1937 a 1938 pracovala v Nemocnici Třebíč na chirurgickém oddělení, v roce 1938 odjela jako interbrigadistka do Španělska do 1. československého lazaretu Jana Amose Komenského, kde před ní působil Karel Holubec. Zde pracovala během španělské občanské války, po jejím skončení se ukrývala v Barceloně, Madridu a dalších místech. Během druhé světové války působila v české vojenské jednotce v Anglii, kde získala hodnost kapitánky zdravotní služby. Po skončení druhé světové války pracovala jako lékařka na dole Medard v Sokolově.